# Amaranthus blitum
L'amaranto livido (Amaranthus blitum L.) è una pianta erbacea della famiglia delle Amarantaceae.